# 23è Festival Internacional de Cinema de Berlín
El 23è Festival Internacional de Cinema de Berlín va tenir lloc entre el 22 de juny i el 3 de juliol de 1973. L'Os d'Or fou atorgat a la pel·lícula índia Ashani Sanket de Satyajit Ray.

## Jurat
El jurat del festival estaria format per les següents persones:
- David Robinson (president)
- Freddy Buache
- Hiram García Borja
- Eberhard Hauff
- Harish Khanna
- Paul Moor
- Walter Müller-Bringmann
- René Thévenet
- Paolo Valmarana

## Pel·lícules en competició
Les següents pel·lícules van competir per l'Os d'Or:
| Títol original                                  | Director(s)             | País          |
| ----------------------------------------------- | ----------------------- | ------------- |
| Ashani Sanket                                   | Satyajit Ray            | Índia         |
| Between Friends                                 | Donald Shebib           | Canadà        |
| Die Sachverständigen                            | Norbert Kückelmann      | RFA           |
| Die Zärtlichkeit der Wölfe                      | Ulli Lommel             | RFA           |
| Georgia, Georgia                                | Stig Björkman           | Suècia        |
| Habla, mudita                                   | Manuel Gutiérrez Aragón | Espanya       |
| Il n'y a pas de fumée sans feu                  | André Cayatte           | França        |
| Belladonna of Sadness (Kanashimi no Belladonna) | Eiichi Yamamoto         | Japó          |
| La proprietà non è più un furto                 | Elio Petri              | Itàlia        |
| Le Grand Blond avec une chaussure noire         | Yves Robert             | França        |
| Les noces rouges                                | Claude Chabrol          | França        |
| Los siete locos                                 | Leopoldo Torre Nilsson  | Argentina     |
| Love Comes Quietly                              | Nikolai van der Heyde   | Països Baixos |
| Malizia                                         | Salvatore Samperi       | Itàlia        |
| Metzitzim                                       | Uri Zohar               | Israel        |
| Seomgaeguli manse                               | Jin-woo Jeong           | Corea del Sud |
| The 14                                          | David Hemmings          | Regne Unit    |
| The Blockhouse                                  | Clive Rees              | Regne Unit    |
| Toda Nudez Será Castigada                       | Arnaldo Jabor           | Brasil        |
| U-Turn                                          | George Kaczender        | Canadà        |

## Premis
El jurat va atorgar els següents premis:
- Os d'Or: Ashani Sanket de Satyajit Ray
- Os de Plata - Gran Premi del Jurat: Il n'y a pas de fumée sans feu d'André Cayatte
- Os de Plata:
  - The 14 de David Hemmings
  - Toda Nudez Será Castigada d'Arnaldo Jabor
  - Die Sachverständigen de Norbert Kückelmann
  - Le Grand Blond avec une chaussure noire d'Yves Robert
  - Los siete locos de Leopoldo Torre Nilsson
- Premi FIPRESCI
  - Les noces rouges de Claude Chabrol